# Maison Selin
La  Immeuble Selin (finnois : Selinin talo) est un bâtiment de Style néo-Renaissance construit dans le quartier de Nalkala à Tampere en Finlande.

## Présentation